# Jeanne de Rethel
Jeanne, morte en 1328, fut comtesse de Rethel de 1285 à 1328, ainsi que comtesse de Nevers par son mariage. Elle était fille de Hugues IV, comte de Rethel, et d'Isabelle de Grandpré.

## Biographie
Elle épousa le 16 décembre 1290 Louis de Flandre-Dampierre († 1322), comte de Nevers et eut : 
- Jeanne (1295 † 1374), mariée en 1329 à Jean de Bretagne, comte de Montfort ;
- Louis de Crécy (1304 † 1346), comte de Flandre, de Nevers et de Rethel